# Sandsjöberget
Sandsjöberget är ett naturreservat i Lycksele kommun och Vindelns kommun i Västerbottens län.
Området är naturskyddat sedan 2009 och är 317 hektar stort. Reservatet ligger på nordöstra delen av berget och ner till myrmarker. Reservatet består av barrskog.